# 사모펀드
사모펀드(私募fund, 영어: private equity fund)는 비공개로 소수 투자자로부터 돈을 모아 주식과 채권, 기업이나 부동산 등에 투자하여 운용하는 펀드다. 기업에 투자할 때 대부분 차입매수를 통해 막대한 수익을 남긴다. 불특정 다수를 대상으로 하는 공모펀드와 다르게 회원 구성을 제한한다. 일반적으로 정부 규제를 덜 받고 기대수익률은 높지만 위험성 역시 크며, 하이 리스크 하이 리턴(high risk high return)의 예시로 볼 수 있다.
사모 펀드는 보통 특정 사모펀드(일반파트너 및 투자자문사)의 투자전문가가 조성 및 관리한다. 일반적으로 단일 사모펀드는 일련의 뚜렷한 사모펀드를 운용하며 이전 펀드의 투자 결과에 따라 3년에서 5년마다 새로운 펀드를 조성하려고 한다.

## 법적 구조와 용어

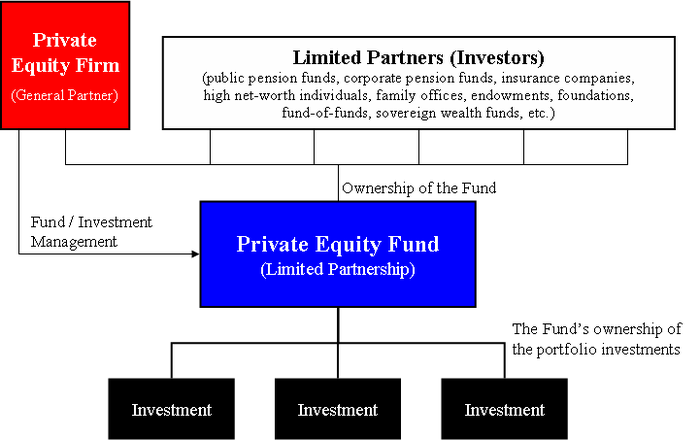
사모펀드 구조를 도식화 한 것

대부분의 사모펀드는 제한된 파트너십으로 구성되며, 유한 파트너십 계약 또는 LPA에 명시된 조건에 따라 운영된다. 이러한 펀드는 일반 파트너(GP)를 보유하고 있으며, 이 펀드에 유한 파트너(LP)로 투자하는 연금 플랜, 대학, 보험 회사, 재단, 기부금 및 순자산가 등 현금이 풍부한 기관투자가로부터 자본을 조달한다. 유한회사협정에 명시된 조항은 다음과 같다.

### 파트너십 기간
파트너십은 일반적으로 10년이며, 경우에 따라 몇 년 더 연장되는 고정 수명 투자 수단이다.

### 관리 비용
펀드 투자자가 사모펀드의 운용에 대해 펀드 매니저에게 지불하는 연간 지급액(일반적으로 펀드 약정자본의 1~2%)이다.

### 분배 폭포
반환된 자본을 투자자에게 분배하고 제한된 파트너 및 일반 파트너 사이에 할당하는 과정이다. 이 폭포에는 우선 수익률(예: 8%)이 포함된다. 이 수익률은 일반 파트너가 이자를 받을 수 있기 전에 달성해야 하며, 이자는 일반 파트너에게 우선 이익보다 높은 이자를 지급해야 한다(예: 20%).

### 기금이자이체
사모펀드는 이전하거나 거래할 의도가 없지만 다른 투자자에게 이전할 수 있다. 일반적으로 이러한 이전은 펀드 매니저의 동의를 받아야 하며, 펀드 매니저의 재량에 따른다.

### 일반 파트너에 대한 제한 사항
펀드 매니저는 투자를 하고 펀드 업무를 통제할 수 있는 상당한 재량권을 가지고 있다. 그러나, LPA는 특정한 제한과 통제를 가지고 있고 종종 허용된 투자의 유형, 크기 또는 지리적 집중과 매니저가 새로운 투자를 할 수 있는 기간으로 제한된다.
다음 표은 사모펀드와 사모펀드 회사 간의 차이점을 설명한다.
| 사모펀드 회사                       | 사모펀드                              | 사모 포트폴리오 투자                  |
| ----------------------------------- | ------------------------------------- | ------------------------------------- |
| Kohlberg Kravis Roberts & Co. (KKR) | KKR 2006 Fund, L.P. (176억 달러 규모) | Hospital Corporation of America (HCA) |

## 금융 투자
사모펀드는 일반적으로 기업(포트폴리오 회사)에 투자한다. 이러한 포트폴리오 회사 투자는 LP로부터 조성된 자본으로 자금을 조달하며, 부채에 의해 부분적으로 또는 실질적으로 자금이 조달될 수 있다. 일부 사모 투자 거래는 부채 자금 조달에 크게 활용될 수 있으므로 "활용된 매수"의 약자 LBO가 된다. 포트폴리오 회사의 현금 흐름은 보통 그러한 부채의 상환을 위한 원천을 제공한다. 수십억 달러 규모의 사모펀드가 헤드라인을 장식하고 있지만 사모펀드 역시 중간시장 사업에서 큰 역할을 하고 있다.
비록 헤지펀드나 메자닌 펀드와 같은 다른 금융 기관들도 금융을 제공할 수 있지만, 그러한 LBO 금융은 대부분 시중은행에서 발생한다. 2007년 중반 이후 사모펀드에 대한 채무조달은 예년보다 훨씬 더 어려워졌다.
LBO 펀드는 일반적으로 펀드에 의해 지배되는 신설된 특수목적 취득법인을 통해 포트폴리오 회사의 지분이나 자산의 대부분을 취득하고 때로는 여러 동조 펀드의 컨소시엄으로 취득한다.

### 배수와 가격
포트폴리오 회사의 취득 가격은 대개 회사의 과거 수입의 배수에 기초하며, 대개 이자, 세금, 감가상각 및 상각 전 이익의 척도에 기초한다. 사모 투자 배수는 포트폴리오 회사의 산업, 회사의 규모, LBO 금융의 가용성에 크게 의존한다.

### 포트폴리오회사 매출(출구)
사모펀드의 궁극적인 목표는 내부수익률(IRR)로 알려진 수익률을 지불한 가격을 초과하여 포트폴리오 회사에 대한 투자를 매각하거나 종료하는 것이다. 이러한 출구 시나리오는 역사적으로 포트폴리오 회사의 IPO 또는 인수합병(M&A)을 통해 전략적 취득자에게 회사를 매각한 것으로, 무역 판매라고도 알려져 있다. 포트폴리오 회사를 다른 사모펀드에 매각하는 것은 소위 이차적인 것으로 알려져 있으며, 선진 사모펀드 시장의 공통적인 특징이 되었다.
예년에 또 다른 출구전략은 포트폴리오 회사가 자본투자를 상환하기 위해 사모펀드에 우선 배당하는 것이었으며 때로는 추가적인 부채로 자금을 조달하기도 했다.

## 투자 특징 및 고려 사항
기타 투자 형태와 관련된 사모펀드에 대한 투자 고려사항은 다음과 같다.

### 실질적인 진입 요건
대부분의 사모펀드는 상당한 초기 약속(보통 100만 달러 이상)을 필요로 하기 때문에 펀드 첫 몇 년 동안 매니저의 재량에 따라 인출할 수 있다.

### 유한 유동성
제한된 파트너십 지분(사채투자의 지배적인 법적 형태)에 대한 투자는 주식이나 채권과 같은 전통적인 증권보다 프리미엄을 받아야 하는 유동성 투자라고 한다. 일단 투자하면, 투자자의 자본이 길게는 12년 동안 장기 투자로 묶여 있을 수 있기 때문에 운용자가 포트폴리오에 대한 투자를 실현하기 전에는 투자 자금의 유동성을 달성하는 것이 매우 어려울 수 있다. 일반적으로 판매를 요구할 권리가 없는 제한된 파트너와의 투자가 현금으로 전환되기 때문에 분배가 이루어질 수 있다.

### 투자 통제
사모펀드에 있는 거의 모든 투자자들은 수동적이며 투자하고 그 투자로부터 유동성을 창출하기 위해 지배인에게 의지한다. 일반적으로 사모펀드의 제한된 파트너에 대한 지배권은 미미하다. 그러나, 경우에 따라서는 상당한 투자를 한 유한회사들이 특별한 권리와 투자 조건을 누리게 된다.

### 미지원 약속
사모펀드에 대한 투자자의 헌신은 일반 파트너가 투자자에게 자본 투자를 요청함에 따라 시간이 지남에 따라 충족된다. 사모펀드 회사가 적절한 투자기회를 찾을 수 없는 경우, 투자자의 약속에 의존하지 않을 것이며, 투자자는 잠재적으로 기대 이하의 투자를 할 수 있다.

### 투자 위험
사모펀드와 관련된 위험성을 감안할 때 투자자는 모든 투자를 잃을 수 있다. 자본 손실의 위험은 일반적으로 개발 초기 단계 동안 기업에 투자하는 벤처 캐피털 펀드나 금융 레버리지가 높은 기업에 더 높다. 그들의 성격상, 개인 소유 기업에 대한 투자는 공기업들에 대한 투자보다 더 위험한 경향이 있다.

### 고수익
위에서 설명한 위험과 일관되게, 사모펀드는 높은 수익을 제공할 수 있으며 최고의 사모펀드 매니저들은 공공 시장을 크게 능가한다. 위에서 언급한 이유들로, 사모펀드 투자는 장기간의 자금마련을 감당할 수 있고 상당한 금액의 손실을 감수할 수 있는 투자자들을 위한 것이다. 이러한 단점은 성공적인 펀드의 경우 연간 최대 30%에 달하는 연간 수익률의 잠재적 혜택으로 상쇄된다.

## 사례
- 대한민국에서 사모펀드가 private equity fund의 뜻으로 오역된 사례: 보해소주 등 많은 기업들이 IMF 이후 부도위기에서 이러한 사모펀드들의 개입이 이루어졌고 인수 합병되고 은행의 경우처럼 정리해고 등을 통한 노동력의 감축으로 많은 이익을 남기고 되파는 경우가 생기게 되었다. 이 중 최근 큰 주목을 받은 사모펀드는 론스타(Lone Star)로 외환은행을 헐값으로 인수한 뒤 매각 과정에서 세금을 탈루한 혐의로 사모펀드에 대한 안좋은 인식을 심어 주었다.

## 참고문헌
- 김태엽, 사모펀드 투자와 경영의 비밀, 세이코리아, 2024. ISBN 9791193239162

## 같이 보기
- 기업인수목적회사
- 공모펀드(public equity fund)